# Resolució 958 del Consell de Seguretat de les Nacions Unides
La Resolució 958 del Consell de Seguretat de les Nacions Unides fou adoptada per unanimitat el 19 de novembre de 1994. Després de recordar totes les  resolucions del Consell de Seguretat sobre la situació a l'antiga Iugoslàvia, inclosa la Resolució 836 (1993), el  Consell, actuant en virtut del Capítol VII de la Carta de les Nacions Unides, va determinar que la situació a l'antiga Iugoslàvia continuava constituint una amenaça per a la pau i la seguretat internacionals i en el seu suport a la Força de Protecció de les Nacions Unides (UNPROFOR) va autoritzar l'ús d'atacs aeris a Croàcia a més de Bòsnia i Hercegovina pels Estats membres, per tal que la UNPROFOR compleixi el seu mandat.